# Aeroportul São Lourenço do Sul
Aeroportul São Lourenço do Sul (IATA: SQY, ICAO: SSRU) este un aeroport din Rio Grande do Sul, Brazilia ce deservește zona São Lourenço do Sul.
Situat la o altitudine de 8 m, aeroportul dispune de 1 pistă.

## Infrastructură

### Piste
Aeroportul dispune de o singură pistă. Pista 3/21 are suprafața de loam[*] și dimensiunile 1.100 m × 18 m. 